# Хасан, Сайид Нурул
Хасан Сайид Нурул (англ. Saiyid Nurul Hasan; 26 декабря 1921, Лакхнау, Британская Индия — 12 июля 1993, Калькутта) — индийский политический и государственный деятель, дипломат, историк, специалист по истории Индии в XVI‒XVIII вв., педагог.
Член Королевского исторического общества, член Королевского азиатского общества Великобритании и Ирландии. Иностранный член АН СССР (1976).

## Биография
Родился в знатной мусульманской семье. Его дедом по материнской линии был лидер Мусульманской лиги Сайид Вазир Хасан, дядьями — видный марксистский мыслитель и писатель Сайед Саджад Захир и министр юстиции Уттар-Прадеша и посол Индии в Иране Сайед Али Захир. Женился на дочери набоба Рампура. Их сын стал директором Индийского института астрофизики в Бангалоре, а дочь — предпринимательницей в США.
Образование получил в Аллахабадском университете и Новом колледже Оксфордского университета. Начинал свою академическую карьеру как преподаватель Лондонской Школы востоковедения и африканистики.
В 1939‒1948 годах активно участвовал в индийском национально-освободительном и коммунистическом движениях. В 1942‒1948 годах преподавал в Лакхнауском, в 1948‒1968 годах ‒ Алигархском, в 1968‒1969 ‒ Оксфордском университетах.
В 1977 году стал профессором университета им. Дж. Неру (Дели).
Один из основателей марксистского направления среди индийских историков. Участник многих международных научных и политических конгрессов и конференций. Генеральный секретарь, а затем президент Индийского исторического конгресса. Он также был членом Королевского исторического общества и Королевского азиатского общества в Лондоне.
Отличался левыми и секулярными взглядами. В 1967 и 1971 годах — член индийской делегации в ООН. С 1968 по 1978 год ‒ член верхней палаты индийского парламента (Раджья сабха), в 1971‒1977 годах — министр образования, социального обеспечения и культуры правительства Индии. На этом посту инициировал создание 27 научно-исследовательских институтов под эгидой Индийского совета социальных исследований (ICSSR), а также Индийского совета исторических исследований в Нью-Дели. При нём же финансирование и управление библиотекой Рампура Раза перешло к правительству Индии.
С 1977 по 1980 год был вице-президентом Совета научных и промышленных исследований (CSIR) в Нью-Дели. В 1983—1986 годах был послом Индии в СССР.
В 1986—1989 и 1990—1993 годах работал губернатором штатов Западной Бенгалии и Одиша (1988—1990, 1993). Будучи губернатором Западной Бенгалии, основал Институт азиатских исследований имени Мауланы Абул Калама Азада в Калькутте (1993).
Умер от почечной недостаточности.